# 2021년 KBO 포스트시즌
2021 신한은행 SOL  KBO 포스트시즌은 2021년 11월 1일부터 11월 18일까지 실시됐다. 2021년 포스트시즌은 코로나19로 인한 방역 상황 및 단계적 일상회복 관련 사항에 따라 모든 좌석을 백신 접종자 구역으로 지정하여 백신 접종 완료자, 48시간 이내 PCR 검사 결과 음성 확인자, 18세 이하와 불가피한 사유로 접종이 불가한 사람들(의사 소견서 필요)에 한해 100% 입장을 허용하며 한국시리즈는 고척스카이돔에서 중립 경기로 진행한다. 또한 준플레이오프는 지난 시즌과 동일하게 3전 2선승제로 치러지며, 플레이오프는 1986년 플레이오프 도입이래 처음으로 3전 2선승제로 시행한다.

## 진출팀
2021년 포스트시즌에 진출한 팀은 KT 위즈, 삼성 라이온즈, LG 트윈스, 두산 베어스, 키움 히어로즈이다.
- KT 위즈

2020년부터 2년 연속으로 포스트시즌 진출에 성공했다. 데스파이네가 에이스로서 제 몫을 해냈고, 시즌 초 난조를 보이던 쿠에바스가 안정을 찾은 데 이어 전역 후 복귀한 고영표까지 호투를 이어가며 리그 최강 수준의 5선발진을 구축했으며, 지난해까지 꾸준히 약점으로 지적되던 불펜도 안정화되며 더욱 마운드가 탄탄해졌다. 그러나 시즌 막판을 타선의 집단 침체로 찜찜하게 보내게 된 것이 옥에 티이다. 그러나 결국 삼성과의 정규시즌 1위 결정전에서 승리하며 2013년 이후 창단 8년만에 첫 정규시즌 우승에 성공하고 한국시리즈에 직행했다.
- 삼성 라이온즈

2015년 이후 6년 만에 포스트시즌 진출에 성공했다. 삼성은 2016년 이래 5년 연속 포스트시즌 진출에 실패하면서 해당 기간 동안 가장 오래 포스트시즌 진출에 실패한 팀이라는 불명예를 안았으나, 이번 시즌에는 마침내 그토록 원하던 포스트시즌 진출을 확정지었고 불명예를 어느 정도 씻어냄과 동시에 비밀번호 생성까지 막아내면서 명가의 자존심을 지키는 데 성공했다. 오재일과 피렐라의 영입을 통한 타선 보강, 뷰캐넌 - 원태인 - 백정현의 리그 최강급 선발 트리오가 암흑기 탈출의 일등 공신으로 꼽힌다. KT와의 정규시즌 1위 결정전에서 패배하며 2위 플레이오프부터 출발하게 됐다.
- LG 트윈스

2019년부터 3년 연속 포스트시즌 진출에 성공했다. 이는 1993~1995년에 이어 26년 만이자 구단 역사상 2번째 기록이다. 하지만 포스트시즌 진출 매직넘버가 소멸된 것이 두산전 승리를 눈앞에 두고 고우석이 양석환에게 동점 홈런을 허용한 이후 무승부로 확정지은 것이기 때문에 굉장히 찜찜한 기분으로 포스트시즌 진출을 확정짓게 되었지만 10월 26일 경기 승리로 최소 3위를 확정하면서 2015년 와일드카드 결정전 도입 이후 처음으로 와일드카드전을 치르지 않고 3위 준플레이오프부터 포스트시즌을 시작하게 되었다. 당초 NC와 함께 우승 유력 후보로 점쳐졌던 LG가 시즌 내내 생각만큼 치고 나가지 못한 건 역시 누구 한명을 콕 찍을 수 없는 수준의 타선의 집단 난조가 클 것이다. 그럼에도 불구하고 마지막까지 우승 경쟁을 할 수 있었던 건 마운드, 특히 리그 최강 불펜의 힘이었다고 할 수 있는데, 이 불펜진은 투수력이 큰 변수로 작용하는 단기전에서도 더 큰 힘이 되어줄 것으로 보인다.
- 두산 베어스

2015년부터 7년 연속 포스트시즌 진출에 성공했다. 또한, 올 시즌 두산은 4위로 와일드카드전 도입 이후 처음으로 와일드카드전을 치른다. 내부 FA였던 오재일과 최주환의 이적 및 국내 선발진의 집단 난조 등 여러 악재가 겹치면서 한때는 7위까지 내려갈 정도로 고전했으나, 외인 에이스 미란다 및 오재일의 공백을 완전히 지워준 새로운 이적생 양석환 등의 활약에 힘입어 9월 이후 특유의 가을 DNA를 선보이며 극적 반등에 성공했다.
- 키움 히어로즈

2018년부터 4년 연속 포스트 시즌 진출에 성공했고, 2시즌 연속으로 5위로 와일드카드전을 치르게 되었다. 요키시를 제외 외국인 선수들의 이탈 및 부진, 타선은 김하성의 공백과 최다 실책으로, 투수진은 중핵인 한현희, 안우진은 NC발 방역논란으로 이탈하고 조상우는 올림픽 후유증으로 부진한 모습을 보였다. 그러나 시즌 전 영입했던 이용규와 제대 후 합류한 송성문, LG 트윈스와의 트레이드로 온 정찬헌, 박병호의 막판 분전에 힘입어 최종전 경기 전까지 5위에 위치했던 SSG 랜더스를 제치고 마지막 한자리를 차지했다.

## 대진표
|  | 와일드카드 결정전 | 와일드카드 결정전 | 와일드카드 결정전 |  |  | 준플레이오프 | 준플레이오프 | 준플레이오프 |  |  | 플레이오프 | 플레이오프    | 플레이오프 |  |  | 한국시리즈 | 한국시리즈  | 한국시리즈 |
|  |                   |                   |                   |  |  |              |              |              |  |  |            |               |            |  |  |            |             |            |
|  |                   |                   |                   |  |  |              |              |              |  |  |            |               |            |  |  | 1          | kt 위즈     | 4          |
|  |                   |                   |                   |  |  |              |              |              |  |  | 2          | 삼성 라이온즈 | 0          |  |  | 4          | 두산 베어스 | 0          |
|  |                   |                   |                   |  |  | 3            | LG 트윈스    | 1            |  |  | 4          | 두산 베어스   | 2          |  |  |            |             |            |
|  | 4                 | 두산 베어스       | 1                 |  |  | 4            | 두산 베어스  | 2            |  |  |            |               |            |  |  |            |             |            |
|  | 5                 | 키움 히어로즈     | 1                 |  |  |              |              |              |  |  |            |               |            |  |  |            |             |            |

## 와일드카드 결정전

### 출장자 명단
| 팀            | 선수 명단 |
| 두산 베어스   | - 감독 - 김태형 - 코치 - 강석천, 정재훈, 이정훈, 김진수, 강동우, 김주찬, 공필성, 고영민, 배영수 - 투수 - 이교훈, 홍건희, 김민규, 김강률, 권휘, 윤명준, 김명신, 곽빈, 이현승, 이영하, 이승진, 최원준, 최승용 - 포수 - 박세혁, 최용제, 장승현 - 내야수 - 박지훈, 안재석, 페르난데스, 허경민, 박계범, 강승호, 김재호, 양석환 - 외야수 - 안권수, 정수빈, 김재환, 박건우, 김인태, 조수행 |
| 키움 히어로즈 | - 감독 - 홍원기 - 코치 - 김창현, 오태근, 오윤, 조재영, 강병식, 송신영, 알바로, 박정배, 박도현 - 투수 - 조상우, 김태훈, 최원태, 김성민, 김재웅, 이승호, 김성진, 안우진, 박주성, 김선기, 정찬헌, 김동혁, 한현희, 윤정현 - 포수 - 박동원, 김재현, 이지영 - 내야수 - 김웅빈, 김혜성, 신준우, 크레익, 송성문, 박병호, 전병우 - 외야수 - 변상권, 박정음, 이용규, 이정후, 예진원, 박주홍   |

### 경기 기록
| 일시                 | 경기  | 원정팀(선공)  | 스코어 | 홈팀(후공)  | 개최 구장             | 개시 시각 | 관중수   | 경기 MVP                 |
| -------------------- | ----- | ------------- | ------ | ----------- | --------------------- | --------- | -------- | ------------------------ |
| 11월 1일(월)         | 1차전 | 키움 히어로즈 | 7 - 4  | 두산 베어스 | 서울종합운동장 야구장 | 18시 30분 | 12,422명 | 이정후 (키움 히어로즈)   |
| 11월 2일(화)         | 2차전 | 키움 히어로즈 | 8 - 16 | 두산 베어스 | 서울종합운동장 야구장 | 18시 30분 | 9,425명  | 페르난데스 (두산 베어스) |
| 승리팀 : 두산 베어스 |       |               |        |             |                       |           |          |                          |

### 1차전
2021년 11월 1일 - 서울종합운동장 야구장
| 팀                                                                                         | 1 | 2 | 3 | 4 | 5 | 6 | 7 | 8 | 9 | R | H | E | B |
| 키움 히어로즈 ◄                                                                            | 0 | 0 | 0 | 0 | 1 | 0 | 1 | 2 | 3 | 7 | 8 | 0 | 7 |
| 두산 베어스                                                                                | 0 | 0 | 0 | 0 | 0 | 0 | 2 | 2 | 0 | 4 | 7 | 1 | 4 |
| 승리 투수: 조상우 패전 투수: 김강률 홀드: 김재웅 홈런: 두산 – 김재환 (조상우 상대 8회 2점) |   |   |   |   |   |   |   |   |   |   |   |   |   |

- 1차전 MVP : 키움 이정후 - 4타수 1안타, 2타점, 1득점 (9회초 결승 2타점 2루타)

1차전에서 두산은 곽빈, 키움은 안우진이 각각 선발 등판했다.
2018년 1차 지명 선수들이 맞대결을 벌인 경기에서 경기 초반 두 선수의 팽팽한 투수전으로 0의 행진이 이어졌다. 0의 행진이 깨진 것은 5회초였다. 키움은 송성문의 2루타와 1사 후 전병우의 볼넷으로 만들어진 1아웃 1,2루 찬스에서 이지영이 중전 적시타로 선취점을 뽑아냈다. 이지영은 7회초에도 크레익의 안타 후 대주자 박정음으로 바꾼 가운데 폭투와 희생 번트로 나온 1사 3루에서 내야 땅볼로 타점을 올리며 추가점을 안겼다. 두산의 반격도 만만치 않았다. 7회말 두산은 김재환의 볼넷과 1사 후 허경민의 안타로 1,3루 찬스를 잡았고 이후 1루 대주자 조수행의 도루로 2,3루 상황에서 대타 김인태가 동점 2타점 2루타를 터트리며 호투하던 안우진을 마운드에서 끌어내렸다. 다음 이닝인 8회초 키움은 두산의 네 번째 투수 이영하로부터 무사 만루 찬스를 잡았고 박병호, 김웅빈이 각각 희생플라이 타점으로 2점차 리드를 잡았으나 8회말 두산이 2사 2루에서 김재환이 키움의 마무리 조상우로부터 동점 2점 홈런을 쳐 내며 다시 원점을 만들었다. 두 팀의 승부는 9회에 갈렸다. 9회초 키움은 2사 후 두산의 마무리 김강률로부터 이용규와 김혜성이 연속 볼넷으로 찬스를 잡았고 이정후가 중견수 키를 넘기는 2타점 2루타를 쳐 내며 김강률을 끌어내렸다. 그리고 박병호가 뒤이어 올라온 권휘를 상대로 1타점 적시타를 터트려 쐐기를 박았다. 두산은 9회말 조상우로부터 찬스를 만들어 동점, 역전을 노렸으나 조상우가 9회말 두산의 공격을 힘겹게 무실점으로 막으며 와일드카드 1차전은 키움의 승리로 마무리 됐다. 이로써 2016년에 이어 5년만에 와일드카드 결정전 2차전이 열리게 됐다.

### 2차전
2021년 11월 2일 - 서울종합운동장 야구장
| 팀                                  | 1 | 2 | 3 | 4 | 5 | 6 | 7 | 8 | 9 | R  | H  | E | B |
| 키움 히어로즈                       | 0 | 0 | 0 | 1 | 3 | 0 | 0 | 3 | 1 | 8  | 13 | 2 | 2 |
| 두산 베어스 ◄                       | 2 | 2 | 0 | 5 | 0 | 6 | 1 | 0 | X | 16 | 20 | 2 | 4 |
| 승리 투수: 이영하 패전 투수: 정찬헌 |   |   |   |   |   |   |   |   |   |    |    |   |   |

- 2차전 MVP : 두산 페르난데스 - 5타수 3안타 5타점 2득점
  - 두산, 와일드카드 결정전 최초 선발 전원 득점, 최다 안타 신기록 (20개), 최다 득점 신기록 (16득점), 한 이닝 최다 득점 신기록 (6득점, 6회말)
  - 두산 페르난데스, 와일드카드 결정전 경기 최다 타점 신기록 (5득점)
  - 키움 박병호, 와일드카드 결정전 통산 최다 경기 출장 신기록 (5경기)
  - 키움 이정후, 와일드카드 결정전 통산 최다 안타 신기록 (8개), 최다 타점 신기록 (7타점), 최다 루타 신기록 (10개)
  - 키움 김혜성, 와일드카드 결정전 통산 최다 4구 신기록 (5개)

2차전에서 두산은 김민규, 키움은 정찬헌이 각각 선발등판했다. 치열했던 1차전과는 달리 2차전은 두산의 분위기로 흘러갔다. 두산은 1회부터 2사 2,3루 찬스를 잡았고 양석환의 2타점 적시타로 기선을 제압했다. 또한 2회말에도 두산은 1사 1,2루 찬스를 잡고 정찬헌을 강판시킨데 이어 한현희를 상대로 만루에서 페르난데스의 2타점 적시타가 터지며 4:0으로 달아났다. 키움이 4회초 2사 3루에서 송성문의 1타점 2루타로 추격을 시작하자 두산은 곧바로 4회말 안타 6개과 볼넷 1개로 대거 5득점 빅이닝을 만들어내면서 멀찌감치 달아났다. 여기에 6회말 1사 후 상대 3루수 전병우의 실책을 기회로 삼아 양석환과 김재환의 더블스틸로 만든 득점과 6개의 안타를 집중시키며 6득점, 7회말에는 1사 1,2루에서 강승호의 적시타로 쐐기를 박았다. 키움은 5회초 이정후의 3타점 2루타, 8회초 안타 4개와 희생플라이로 3점, 9회초 송성문의 1타점 적시타로 추격을 했지만 이미 승부는 기울어진 뒤였다. 결국 1승의 어드벤티지가 있던 4위 두산이 타선의 응집력으로 2차전을 잡아내며 준플레이오프에 진출했다.

## 준플레이오프

### 출장자 명단
- 두산은 와일드카드 결정전 최종전에서 난조를 보였던 김명신이 부상으로 제외되고, 보다 긴 이닝을 끌어줄 수 있는 박종기가 들어갔다.

| 팀          | 선수 명단 |
| LG 트윈스   | - 감독 - 류지현 - 코치 - 황병일, 김민호, 김정민, 경헌호, 김호, 임훈, 박용근, 김우석, 김광삼 - 투수 - 임찬규, 켈리, 정우영, 고우석, 진해수, 이민호, 이정용, 수아레즈, 최성훈, 김윤식, 임준형, 백승현, 김대유 - 포수 - 이성우, 유강남 - 내야수 - 이영빈, 구본혁, 김용의, 정주현, 서건창, 김민성, 장준원, 문보경, 손호영 - 외야수 - 안익훈, 이형종, 김현수, 문성주, 홍창기, 채은성     |
| 두산 베어스 | - 감독 - 김태형 - 코치 - 강석천, 정재훈, 이정훈, 김진수, 강동우, 김주찬, 공필성, 고영민, 배영수 - 투수 - 이교훈, 홍건희, 박종기, 김민규, 김강률, 권휘, 윤명준, 곽빈, 이현승, 이영하, 이승진, 최원준, 최승용 - 포수 - 박세혁, 최용제, 장승현 - 내야수 - 박지훈, 안재석, 페르난데스, 허경민, 박계범, 강승호, 김재호, 양석환 - 외야수 - 안권수, 정수빈, 김재환, 박건우, 김인태, 조수행 |

### 경기 기록
| 일시                                                          | 경기  | 원정팀(선공) | 스코어 | 홈팀(후공)  | 개최 구장             | 개시 시각 | 관중수          | 경기 MVP             |
| ------------------------------------------------------------- | ----- | ------------ | ------ | ----------- | --------------------- | --------- | --------------- | -------------------- |
| 11월 4일(목)                                                  | 1차전 | 두산 베어스  | 5 - 1  | LG 트윈스   | 서울종합운동장 야구장 | 18시 30분 | 19,846명        | 최원준 (두산 베어스) |
| 11월 5일(금)                                                  | 2차전 | LG 트윈스    | 9 - 3  | 두산 베어스 | 서울종합운동장 야구장 | 18시 30분 | 21,679명        | 켈리 (LG 트윈스)     |
| 11월 7일(일)                                                  | 3차전 | 두산 베어스  | 10 - 3 | LG 트윈스   | 서울종합운동장 야구장 | 14시 00분 | 23,800명 (매진) | 이영하 (두산 베어스) |
| 승리팀 : 두산 베어스, 준플레이오프 MVP : 정수빈 (두산 베어스) |       |              |        |             |                       |           |                 |                      |

### 1차전
2021년 11월 4일 - 서울종합운동장 야구장
| 팀                                                         | 1 | 2 | 3 | 4 | 5 | 6 | 7 | 8 | 9 | R | H  | E | B |
| 두산 베어스 ◄                                              | 0 | 0 | 1 | 0 | 1 | 0 | 0 | 2 | 1 | 5 | 10 | 0 | 5 |
| LG 트윈스                                                  | 0 | 0 | 0 | 0 | 0 | 0 | 1 | 0 | 0 | 1 | 9  | 1 | 4 |
| 승리 투수: 최원준 패전 투수: 수아레즈 홀드: 이영하, 홍건희 |   |   |   |   |   |   |   |   |   |   |    |   |   |

- 1차전 MVP : 두산 최원준 - 5이닝 3피안타 3사사구 무실점 4K (투구수 84개)

1차전에서 LG는 수아레즈, 두산은 최원준이 각각 선발등판했다. 1차전은 득점권 상황에서의 응집력이 승패를 갈랐다. 경기 초반 LG는 1회말 2사 1,2루, 2회말 1사 2루 찬스를 놓치며 공격의 실마리를 풀지 못한 가운데 두산이 3회초 박계범의 안타와 박세혁의 희생번트로 만든 1사 2루에서 정수빈의 적시타로 선취점을 뽑는데 성공한다. 또한 LG는 4회말 1사 1, 2루의 동점 내지 역전 찬스를 살리지 못한 반면 두산은 5회초 2사 3루에서 바뀐 투수 정우영을 상대로 박건우가 적시타를 터트리며 추가점을 뽑는데 성공했다. LG는 6회말 2사 1,3루 찬스도 살리지 못했으나 7회말 2사 1,3루에서 홍건희를 상대로 김현수가 적시타를 쳐내며 1점차로 추격했다. 그러나 이후 만루 찬스에서 김민성이 1루 직선타로 물러나 동점과 역전에 또 다시 실패했다. LG가 경기 후반에도 찬스를 살리는데 어려움을 겪는 사이 두산은 8회초 허경민의 2루타와 강승호의 희생번트로 만들어진 1사 3루에서 대타 김인태의 땅볼 타구가 2루수 전진수비에 걸렸으나 LG 2루수 정주현이 악송구를 저지르며 3루주자가 득점했고, 김인태가 3루로 이동한 가운데 박세혁이 적시타로 대주자 안권수를 불러들이며 3점차까지 달아나는데 성공했다. 그리고 9회초에는 2사 2루에서 허경민의 적시타로 쐐기를 박은 두산은 9회말 마무리 김강률이 LG 공격을 삼자범퇴로 처리하며 준플레이오프 1차전 기선 제압에 성공했다.

### 2차전
2021년 11월 5일 - 서울종합운동장 야구장
| 팀                                           | 1 | 2 | 3 | 4 | 5 | 6 | 7 | 8 | 9 | R | H  | E | B |
| LG 트윈스 ◄                                  | 0 | 1 | 0 | 2 | 0 | 0 | 5 | 0 | 1 | 9 | 14 | 1 | 4 |
| 두산 베어스                                  | 0 | 0 | 0 | 0 | 0 | 1 | 1 | 1 | 0 | 3 | 9  | 1 | 6 |
| 승리 투수: 켈리 패전 투수: 곽빈 홀드: 김대유 |   |   |   |   |   |   |   |   |   |   |    |   |   |

- 시구 : 아누팜 트리파티
- 2차전 MVP : LG 켈리 - 5.2이닝  5피안타 4사사구 1실점(비자책) 5K (투구수 103개)

2차전에서 두산은 곽빈, LG는 켈리가 각각 선발등판했다. 지난 1차전, 득점권 찬스에서 고전했던 LG가 2차전에서는 좋은 타격내용을 보여주었다. LG는 2회초 채은성의 2루타로 찬스를 잡은 가운데 2사 3루에서 김민성의 좌전 적시타로 선취점을 안겨주었고, 4회초에는 2사 후 유강남, 문보경, 김민성(1타점), 문성주(1타점)가 연속 4안타를 집중시키며 3:0으로 달아났다. 두산은 6회말 선두타자 박건우가 LG 3루수 김민성의 송구 실책으로 2루까지 진루 한 가운데 김재환의 적시타로 1점을 만회했다. 그러자 LG는 7회초 1사 2루, 김현수의 내야 안타 상황에서 두산 유격수 김재호의 실책을 틈타 점수를 뽑은 것을 시작으로 볼넷 한 개와 5개의 안타로 대거 5득점을 뽑아내며 사실상 승기를 잡았다. 두산은 7회말 무사 만루 찬스를 잡았으나 1사 후 김재환의 희생플라이로 1점을 내는데 그쳤고, 8회말 2사 3루에서 강승호의 적시타로 추격했지만 승부는 기울어진 뒤였다. LG는 9회초 무사 2루에서 유강남의 적시타로 쐐기를 박고 9회말 고우석이 무실점으로 매조지은 가운데 5.2이닝 1실점(비자책)을 기록한 에이스 켈리의 호투까지 더해지며 승부를 원점으로 맞추는데 성공했다. 이로써 준PO 승자는 마지막 최종 3차전에서 가려지게 되었다.

### 3차전
2021년 11월 7일 - 서울종합운동장 야구장
| 팀                                                                                | 1 | 2 | 3 | 4 | 5 | 6 | 7 | 8 | 9 | R  | H  | E | B |
| 두산 베어스 ◄                                                                     | 1 | 0 | 2 | 1 | 6 | 0 | 0 | 0 | 0 | 10 | 15 | 2 | 6 |
| LG 트윈스                                                                         | 1 | 0 | 0 | 0 | 0 | 1 | 0 | 0 | 1 | 3  | 9  | 2 | 6 |
| 승리 투수: 이영하 패전 투수: 임찬규 홈런: 두산 – 페르난데스 (임찬규 상대 3회 2점) |   |   |   |   |   |   |   |   |   |    |    |   |   |

- 시구 : 팻 켈리 (LG 켈리 선수의 아버지) / 시포 : 케이시 켈리

- 3차전 MVP : 두산 이영하 - 4이닝 2피안타 4사사구 무실점 4K (투구수 66개, 2회말 구원 등판)
  - LG 김민성, 준플레이오프 통산 최다 실책 신기록 (5개)

3차전에서 LG는 임찬규, 두산은 김민규가 각각 선발등판했다. 시작은 팽팽했다. 경기 시작하자마자 1회초 정수빈의 안타와 상대 폭투로 무사 2루 찬스를 잡은 두산은 페르난데스의 1타점 2루타로 선취점을 뽑는데 성공했다. 그러나 LG가 1회말 2사 1,2루에서 유강남이 동점 적시타를 터트리며 양팀이 점수를 주고 받았다. 하지만 그 균형은 오래가지 않았다. 두산이 2회부터 이영하를 투입시키는 승부수를 띄운 사이 3회초 공격 1사 2루 상황에서 페르난데스가 우측 담장을 넘기는 2점 홈런을 작렬시키며 임찬규를 끌어내렸다. 그 이후부터는 두산의 분위기로 넘어가기 시작했다. 두산은 4회초 2사 1,3루에서 수아레즈를 상대로 정수빈의 적시타, 5회에는 LG의 세 번째 투수 김윤식으로부터 무사 1루에서 김재환이 1타점 2루타를 터트린 후 LG 우익수 채은성의 실책으로 3루까지 간 가운데 이정용을 상대로 2사 만루에서 박계범이 타구를 3루쪽으로 라인드라이브 타구를 날렸는데 여기서 LG 3루수 김민성이 치명적인 포구 실책을 저질러 6:1이 됐고, 이어서 정수빈의 3타점 싹쓸이 3루타와 페르난데스의 적시타까지 터지며 5회에만 대거 6점을 뽑아내고 사실상 승부를 결정지었다. LG는 6회말 1사 3루에서 서건창의 내야 땅볼 타점, 9회말 두산 마무리 김강률을 상대로 무사 1,3루에서 문보경의 병살타로 3루주자가 득점한 것 외에는 더 이상 추격을 하지 못했다. 결국 마지막 아웃카운트는 김강률이 이성우를 2루수 직선타로 처리하며 두산이 2승 1패로 플레이오프에 진출했다.
- 준플레이오프 MVP : 두산 정수빈 - 13타수 6안타 (타율 .462) 5타점 2득점

## 플레이오프

### 출장자 명단
- 두산은 준플레이오프 엔트리에서 박종기와 윤명준이 빠지고 와일드카드 결정전 엔트리였던 김명신이 복귀했으며, 장원준이 새로 합류했다.

| 팀            | 선수 명단 |
| 삼성 라이온즈 | - 감독 - 허삼영 - 코치 - 최태원, 조동찬, 이영수, 박진만, 김용달, 이정식, 정현욱, 강명구, 황두성 - 투수 - 우규민, 뷰캐넌, 김대우, 심창민, 오승환, 김윤수, 백정현, 몽고메리, 최지광, 문용익, 원태인, 최채흥, 이상민 - 포수 - 김민수, 김도환, 강민호 - 내야수 - 강한울, 김상수, 김호재, 이원석, 오선진, 최영진, 오재일, 김지찬 - 외야수 - 구자욱, 김성표, 박해민, 김헌곤, 피렐라, 박승규 |
| 두산 베어스   | - 감독 - 김태형 - 코치 - 강석천, 정재훈, 이정훈, 김진수, 강동우, 김주찬, 공필성, 고영민, 배영수 - 투수 - 이교훈, 홍건희, 김민규, 김강률, 장원준, 권휘, 김명신, 곽빈, 이현승, 이영하, 이승진, 최원준, 최승용 - 포수 - 박세혁, 최용제, 장승현 - 내야수 - 박지훈, 안재석, 페르난데스, 허경민, 박계범, 강승호, 김재호, 양석환 - 외야수 - 안권수, 정수빈, 김재환, 박건우, 김인태, 조수행   |

### 경기 기록
| 일시                                                            | 경기  | 원정팀(선공)  | 스코어 | 홈팀(후공)    | 개최 구장             | 개시 시각 | 관중수   | 경기 MVP             |
| --------------------------------------------------------------- | ----- | ------------- | ------ | ------------- | --------------------- | --------- | -------- | -------------------- |
| 11월 9일(화)                                                    | 1차전 | 두산 베어스   | 6 - 4  | 삼성 라이온즈 | 대구삼성라이온즈파크  | 18시 30분 | 22,079명 | 홍건희 (두산 베어스) |
| 11월 10일(수)                                                   | 2차전 | 삼성 라이온즈 | 3 - 11 | 두산 베어스   | 서울종합운동장 야구장 | 18시 30분 | 22,109명 | 강승호 (두산 베어스) |
| 승리팀 : 두산 베어스, 플레이오프 MVP : 페르난데스 (두산 베어스) |       |               |        |               |                       |           |          |                      |

### 1차전
2021년 11월 9일 - 대구삼성라이온즈파크
| 팀 | 1 | 2 | 3 | 4 | 5 | 6 | 7 | 8 | 9 | R | H  | E | B |
| 두산 베어스 ◄ | 0 | 3 | 0 | 0 | 0 | 0 | 0 | 1 | 2 | 6 | 12 | 2 | 1 |
| 삼성 라이온즈 | 2 | 0 | 0 | 0 | 0 | 0 | 0 | 1 | 1 | 4 | 9  | 1 | 6 |
| 승리 투수: 홍건희 패전 투수: 뷰캐넌 홀드: 이현승 홈런: 두산 – 박세혁(오승환 상대 9회 1점) 삼성 – 구자욱(김강률 상대 9회 1점) |   |   |   |   |   |   |   |   |   |   |    |   |   |

- 시구 : 박충식 (前 삼성 투수, 現 사이버한국외국어대학교 감독)
- 1차전 MVP : 두산 홍건희 - 3이닝 3피안타 1사사구 1실점 2K (투구수 52개, 5회말 1사 구원 등판)

1차전에서 삼성은 뷰캐넌, 두산은 최원준이 각각 선발등판했다. 선취점은 삼성이 먼저 뽑았다. 1회말 1사 후 김지찬이 볼넷으로 출루한 가운데 구자욱의 1타점 2루타로 선취점을 뽑았고, 이어진 2사 1,2루에서 피렐라가 역시 1타점 2루타를 터트리며 2점을 뽑았다. 그러나 두산이 2회초 2사 만루 상황에서 강승호의 동점 2타점 적시타와 삼성 3루수 이원석이 정수빈의 타구를 빠트리는 실책 1득점을 더해 3점을 뽑으며 역전에 성공했다. 삼성은 반격을 위한 찬스를 잡았지만 동점을 만드는데 실패했다. 5회말 1사 만루에서 오재일의 병살타, 6회말 잔루 만루가 아쉬웠다. 반면 두산은 8회초 몽고메리로부터 무사 1,3루 찬스를 잡은 가운데 박건우의 병살타로 1점을 냈고, 삼성이 8회말 1사 2,3루에서 강한울의 내야 땅볼로 1점 차로 다시 추격하자 9회초 2사 후 오승환을 상대로 박세혁의 1점 홈런으로 출발해 김재호, 강승호, 정수빈(1타점 2루타)의 4연속 안타로 2득점을 하며 쐐기를 박았다. 삼성은 9회말 구자욱이 1점 홈런을 치며 마지막 희망을 노렸으나 더 이상 득점하지 못하며 1차전은 두산의 승리로 마무리됐다. 삼성은 뷰캐넌의 호투가 있었지만 두 번의 만루 찬스를 못 살렸으며 오승환이 아웃카운트를 못잡고 4피안타 2실점으로 무너진 것이 치명적으로 작용한 반면, 두산은 2회와 9회에 응집력을 발휘한 타선과 5회 1사부터 3이닝을 책임진 홍건희의 호투가 빛이 나며 시리즈 첫 판을 가져가는데 성공했다.

### 2차전
2021년 11월 10일 - 서울종합운동장 야구장
| 팀                                  | 1 | 2 | 3 | 4 | 5 | 6 | 7 | 8 | 9 | R  | H  | E | B |
| 삼성 라이온즈                       | 0 | 0 | 1 | 0 | 0 | 0 | 0 | 1 | 1 | 3  | 9  | 0 | 6 |
| 두산 베어스 ◄                       | 2 | 3 | 2 | 2 | 0 | 1 | 1 | 0 | X | 11 | 15 | 1 | 9 |
| 승리 투수: 이영하 패전 투수: 백정현 |   |   |   |   |   |   |   |   |   |    |    |   |   |

- 시구 : 허니제이 (안무가)
- 2차전 MVP: 두산 강승호 - 4타수 3안타 2타점 1득점
  - 두산, 팀 최다 연속 시즌 한국시리즈 진출 신기록 (2015년 ~ 2021년, 7시즌)

2차전에서 두산은 김민규, 삼성은 백정현이 각각 선발등판했다. 2차전은 경기 내내 두산의 분위기로 전개됐다. 두산은 1회말 공격부터 1사 후 페르난데스, 박건우, 김재환(1타점)의 연속 3안타와 양석환의 희생플라이로 2점을 먼저 뽑았다. 2회말은 1사 2루에서 김재호의 1타점 3루타와 정수빈의 볼넷으로 만들어진 1,3루에서 페르난데스의 2타점 2루타로 3점, 3회에는 박세혁의 1타점 2루타와 페르난데스의 적시타로 2점, 4회에는 강승호가 2타점 2루타를 터트리며 경기 초반 일지감치 승부를 결정지었다. 삼성은 5:0으로 뒤져있뎐 3회초 1사 1,3루에서 오재일의 땅볼 타점을 뽑는데 그쳤고, 6회말에는 2사 만루에서 심창민이 밀어내기 볼넷을 내주고 말았다. 또한 경기 초반 선발 백정현과 1+1 카드로 준비했던 원태인, 불펜 카드로 활용한 최채흥이 두산 타선을 버티지 못하며 무너진 것이 뼈아팠다. 두산은 7회말 양석환의 적시타로 달아났고 삼성은 8회초 1사 만루에서 김상수의 희생플라이, 9회초 오재일이 적시타를 쳤지만 승부를 뒤집기엔 역부족이었다. 결국 와일드카드 결정전부터 시작한 정규시즌 4위 두산이 타선의 힘과 마운드 용병술을 앞세워 정규시즌 2위 삼성을 꺾고 KBO리그 사상 최초로 7년 연속 한국시리즈에 진출했다.
- 플레이오프 MVP : 두산 페르난데스 - 9타수 5안타(타율 .556) 3타점 1득점

## 중계 일정
2021년 KBO 포스트시즌은 다음과 같은 방송사로부터 중계방송됐다.

### TV 중계

#### 와일드카드 결정전
1차전
- SBS (캐스터 : 정우영 / 해설 : 이순철, 이승엽)

2차전
- MBC (캐스터 : 김나진 / 해설 : 김선우, 허구연)

#### 준플레이오프
1차전
- SBS (캐스터 : 정우영 / 해설 : 이순철, 이승엽)

2차전
- MBC (캐스터 : 김나진 / 해설 : 김선우, 허구연)

3차전
- KBS2 (캐스터 : 강승화 / 해설 : 박용택, 장정석)

#### 플레이오프
1차전
- KBS2 (캐스터 : 이광용 / 해설 : 박용택, 장정석)

2차전
- SPOTV (현장 제작 - 캐스터 : 김민수 / 해설 : 민훈기)
- KBS N 스포츠 (캐스터 : 권성욱 / 해설 : 장성호)
- MBC 스포츠플러스 (캐스터 : 한명재 / 해설 : 허구연, 김선우)
- SBS 스포츠 (캐스터 : 정우영 / 해설 : 이순철)

## 같이 보기
- 2021년 KBO 리그

- 2021년 한국시리즈